# Герб Московського царства
Герб Московського царства — один з головних державних символів Московського царства в 1547—1721 роках (в картці герб 1667 року).

## Витоки
На печатці Івана III Васильовича, що дісталася від Василя II Темного, спочатку був зображений лев, що рве змію (Лев — символ Володимирського князівства). Однак наприкінці XV ст. був обраний новий символ держави — єздєц, який символізував великого князя Московського. Другим символом був обраний двоголовий орел, що мало символізувати претензії московитів на імператорський/царський статус. Іван III був знайшов відповідний привід від 1472 року він був одружений із Софією Палеолог — племінницею останнього імператора Візантії і дочкою морейского деспота, у яких цей знак був родовим. Те, що двоголовий орел був символом Священної римської імперії германської нації та Золотої орди — закріпило бажання його вживати як символ великокняжої влади.
У Золотій Орді двоголовий орел зустрічається на монетах від кінця XIII до другої половини XIV ст. Найбільш ранніми вважають двоголових орлів на мідних фолларіях монетного двору Сакчі (район Дунаю) із зображенням тамги беклярібек Ногая (1235—1300 рр.). Пізніше двоголовий орел зустрічається на монетах золотоординських ханів Тохти, Джанібека, Узбека і Тохтамиша, широко представлений у корпусі монет Криму в складі Золотої Орди (сер. XIII — поч. XV ст.).
Після ліквідації залежності від Золотої Орди вперше з'являється великокнязівська печатка Івана III. Першим достовірним свідченням використання двоголового орла як державної емблеми є печатка, що скріпила 1497 року його грамоту на земельні володіння удільних князів. Раніше, 1490 року, зображення позолоченого двоголового орла з'явилося на порталі Грановитої палати в Кремлі. 

## Становлення герба царства

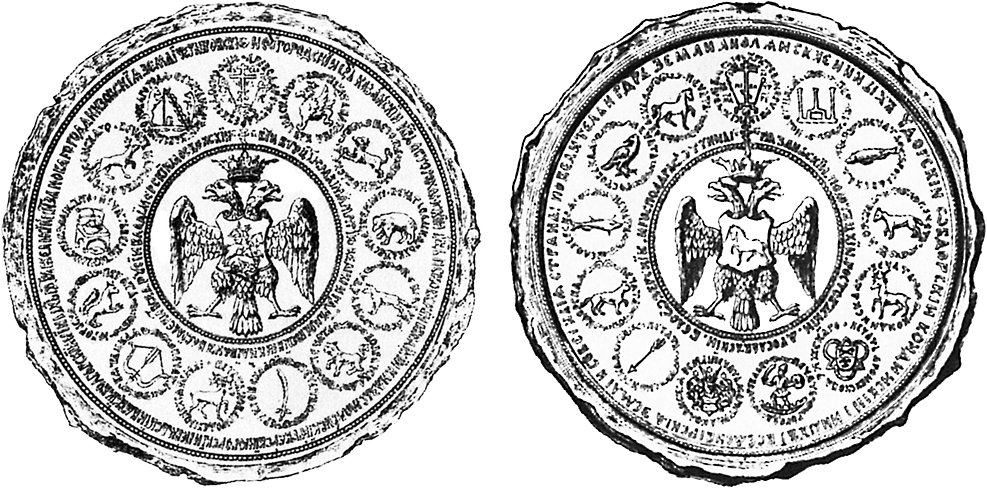
Велика державна печатка Івана IV з єдинорогом. 1577 (?) р.

За Івана IV Грозного вершник отримав корону. Тоді ж на великій державній печаті Івана Грозного 1562 року щиток з єздєцом перемістився на груди орла. З 1562 року в щитку на грудях орла став з'являтися єдиноріг. Він присутній на деяких печатках Івана IV, Бориса Годунова, Лжедмитрія (1605—1606), Михайла Федоровича, Олексія Михайловича.
За Федора Івановича між голів орла з'явився православний хрест на Голгофі.
На одній з печаток Лжедмитрія (1604) орел був зображений під трьома коронами, а вершник на грудях орла був повернений в правий геральдичний бік. 

## Герб за правління Романових

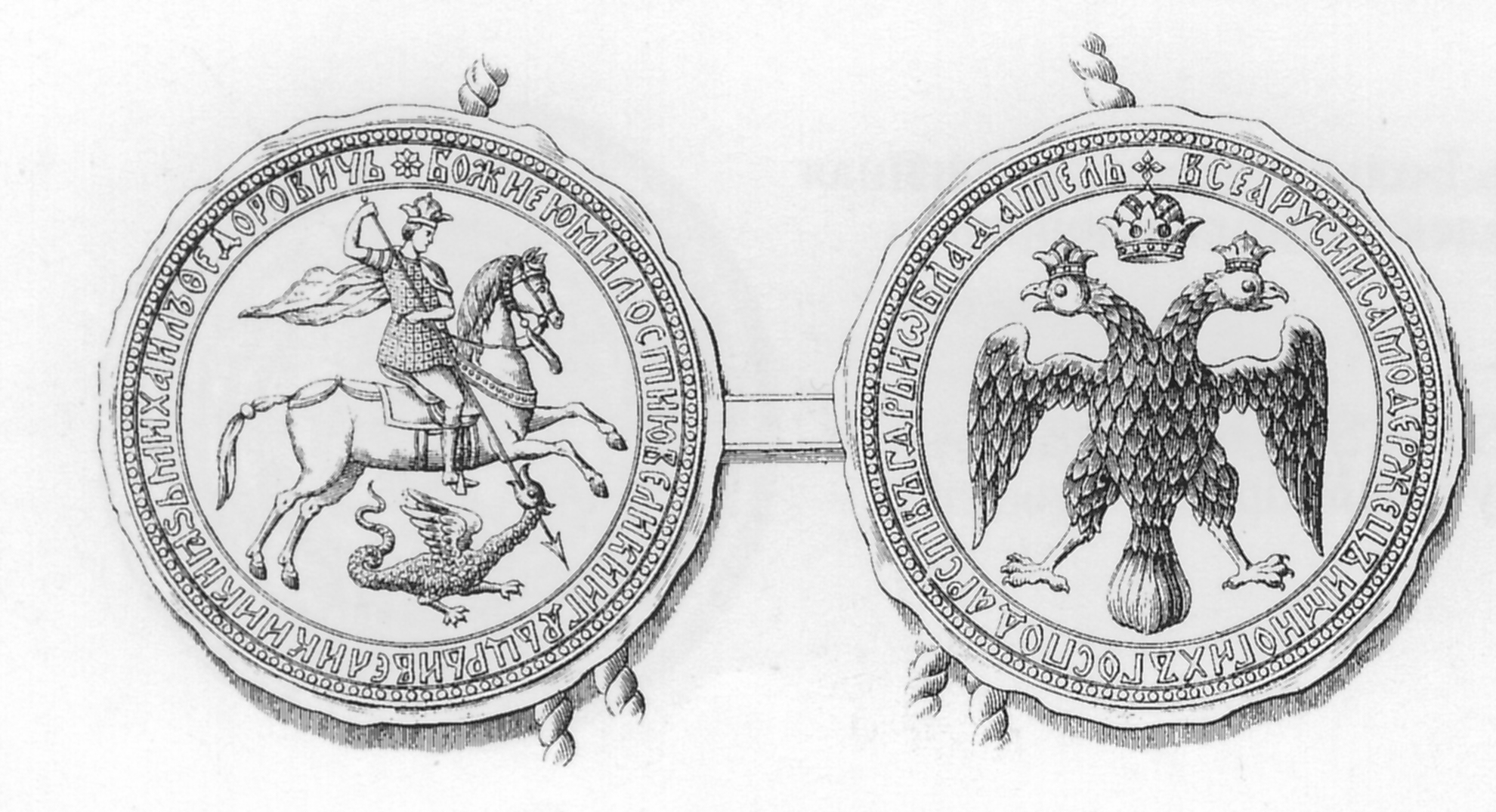
Печатка Михайла Федоровича Романова (1627 р.)

Однак після Лжедмитрія поворот вершника був знову змінений, а над головами орла ще довго зображувалися дві корони. У 1625 році за Михайла Федоровича на малій державній печатці між голів орла знову з'явилася третя корона. На Великій державній печатці царя Олексія Михайловича, сина Михайла Федоровича, те ж саме було зроблено 1645 року.
27 березня 1654 року в жалуваній грамоті Богдану Хмельницькому в лапах орла вперше з'явилися скіпетр і держава. 1667 року скіпетр і держава з'явилися вже на державній печатці царя Олексія Михайловича. Олексій Михайлович 4 червня 1667 вперше дав офіційне пояснення символіки трьох корон — три царства: Казанське, Астраханське, Сибірське. 14 грудня 1667 року з'явився перший в історії Указ про герб («Про титул царський і про державну печатку»), в ньому наводилося опис царського герба:
Орел двоеглавый есть герб державный Великого Государя, Царя и Великого Князя Алексея Михайловича всея Великая и Малая и Белыя России самодержавца, Его Царского Величества Российского царствования, на котором три короны изображены знаменующие три великие Казанское, Астраханское, Сибирское славные царства. На персях изображение наследника; в пазноктях скипетр и яблоко, и являет милостивейшего Государя, Его Царского Величества Самодержавца и Обладателя.
1672 року був складений перший російський гербовник «Титулярник». Двоголовий орел (без вершника на грудях) у ньому називався гербом «Московським». Колір орла в допетровську епоху був різних кольорів: золотий, чорний, срібний, коричневий і синій (на карті складеній царем Федором Годуновим).
1699 року за Петра I секретар австрійського посла в Росії Іоган-Георг Корб веде «Щоденник подорожі в Московію», в якому описує наближених Петра і розправу над стрільцями. Щоденник містив докладний малюнок герба Росії, в якому зображений чорний двоголовий орел; чорне забарвлення орла переважно використовувався аж до Жовтневого перевороту. Герб на жалуваній грамоті 1714 року відрізнявся кольорами:
На жёлтом фоне помещаются золотые — двуглавый орёл, три короны, держава и скипетр; разными красками на крыльях орла изображены шесть гербов важнейших государств, вошедших в состав территории Московского царства; а на груди орла помещается щит красного цвета с изображением Георгия Победоносца в золотом панцыре, на белом коне, поражающего дракона темного цвета.
У 1721 році Петро I приймає титул Всеросійського імператора, цим засновує Російську імперію.

## Галерея

Герб Московського князівства (1497)
Печатка Московського князівства (1539)
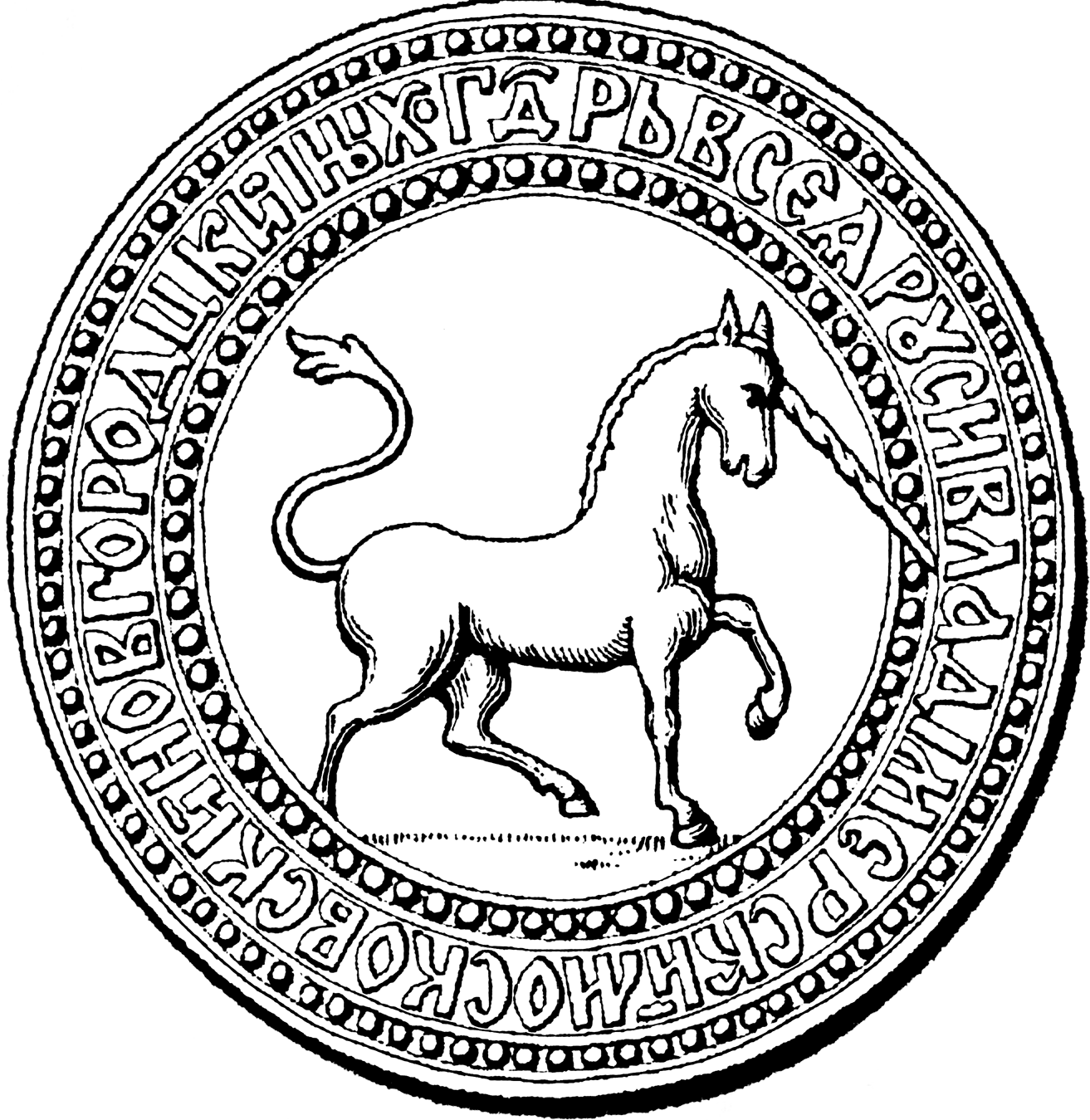
Мала печатка Московського князівства (1539)
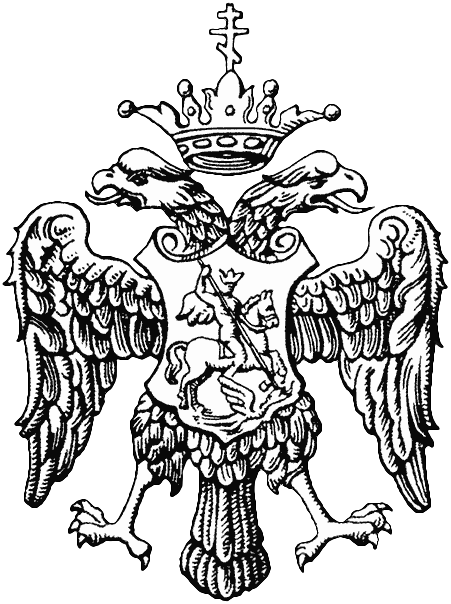
Герб Московського царства (1577)
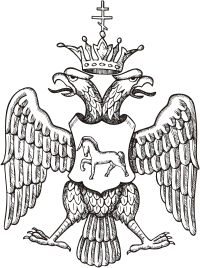
Герб Московського царства (1582)
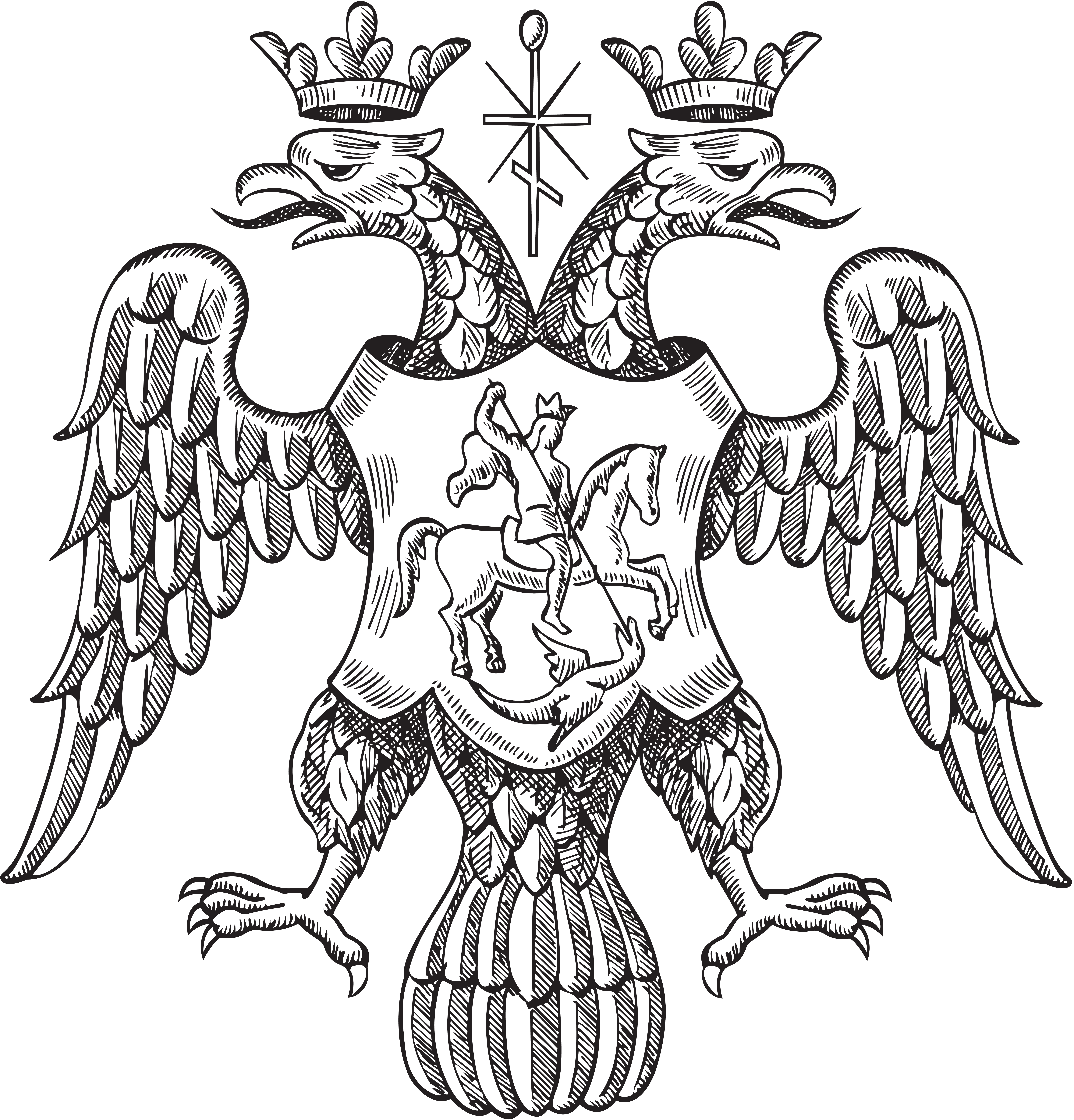
Герб Московського царства (1589)
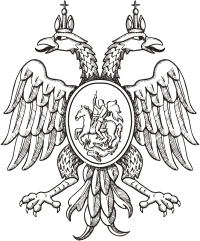
Герб Московського царства (1599)
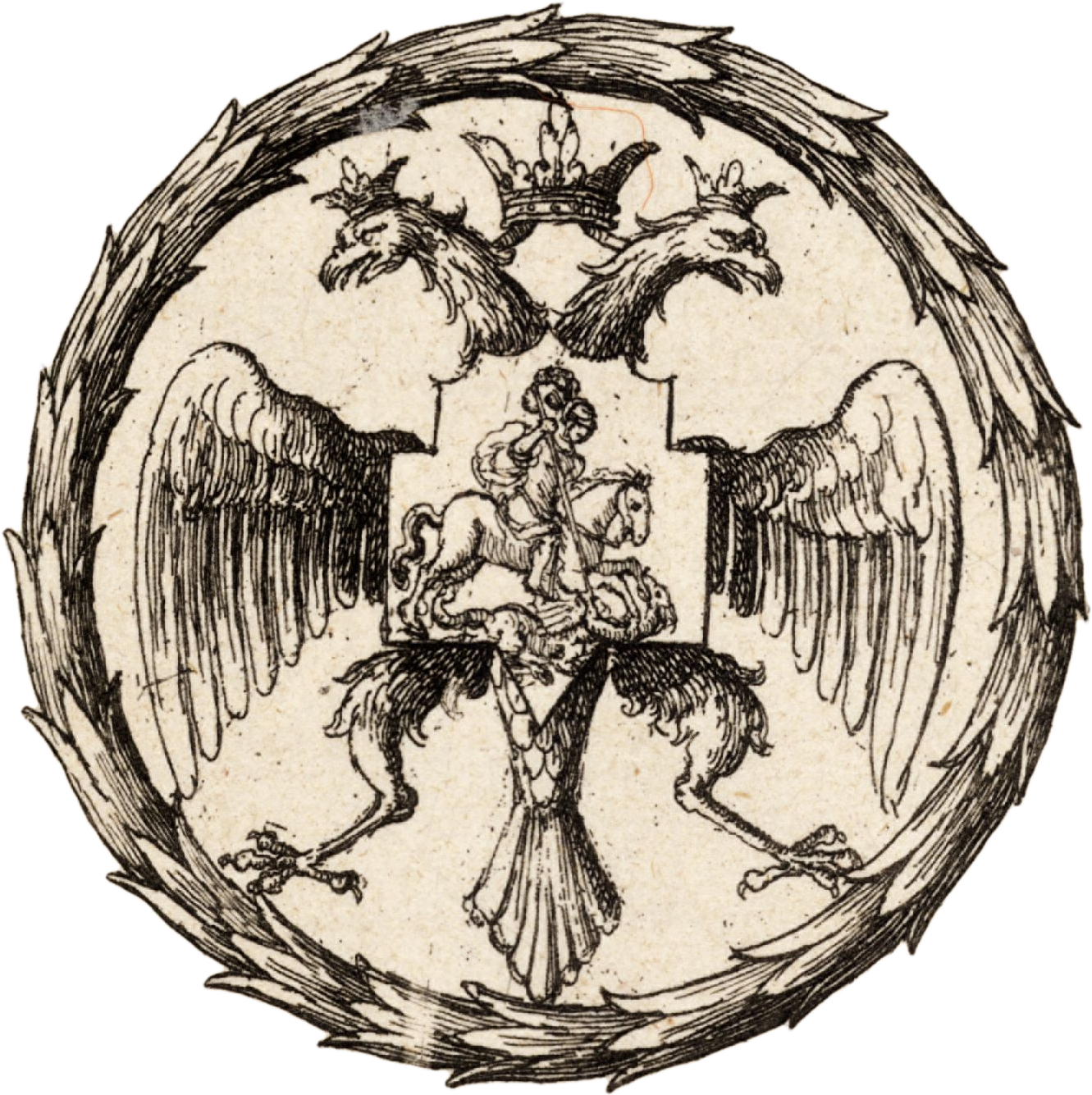
Герб Московського царства (1604)
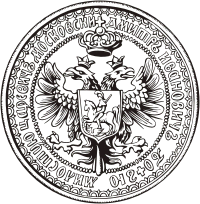
Печатка Московського царства (1605)
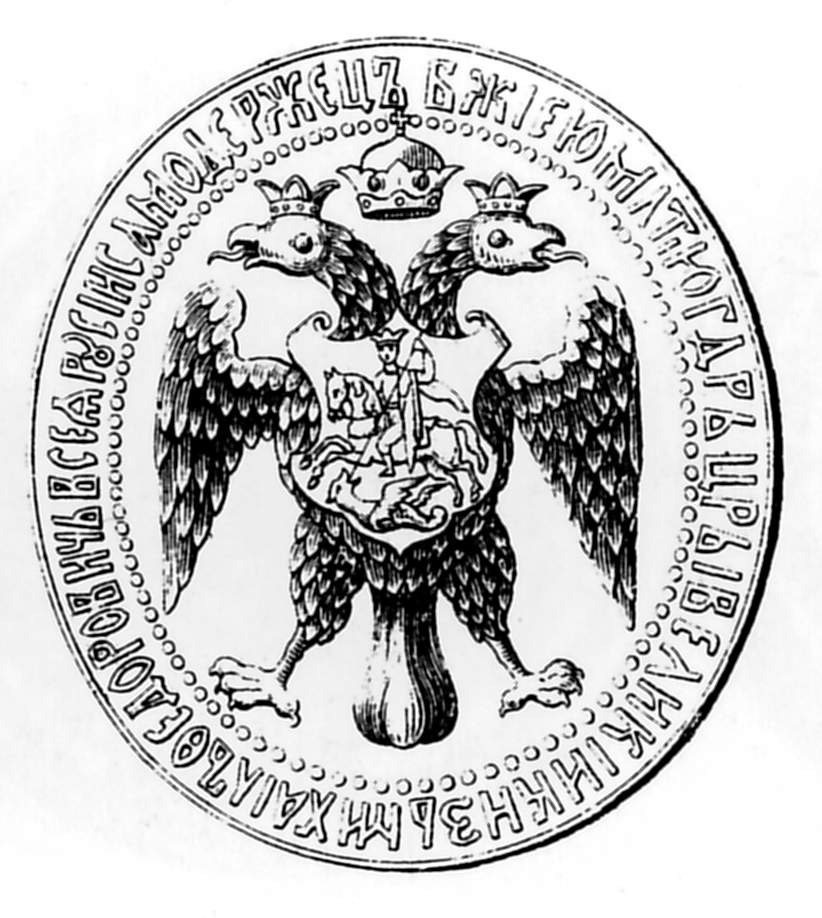
Мала печатка Московського царства (1625)
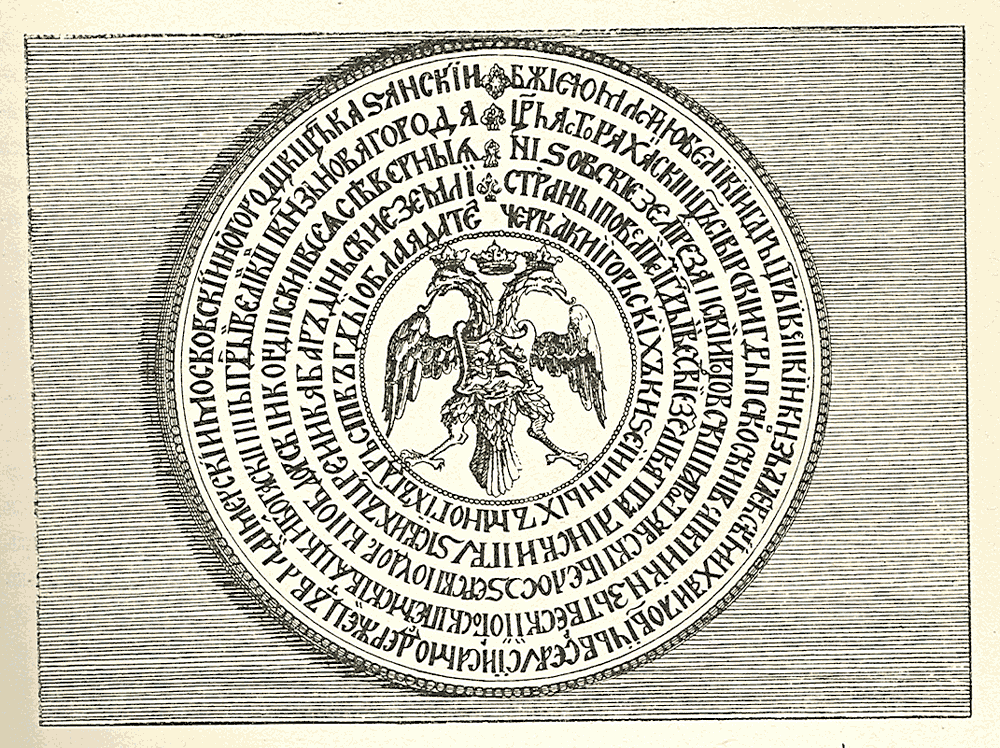
Печатка Московського царства (сер. 1630-х - перша пол. 1640-х рр.)
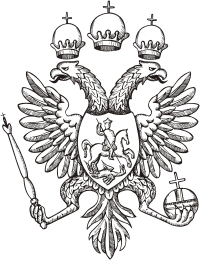
Герб Московського царства (1645)
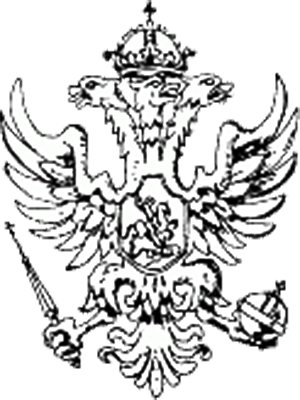
Герб Московського царства (1654)
Герб Московського царства (1667)
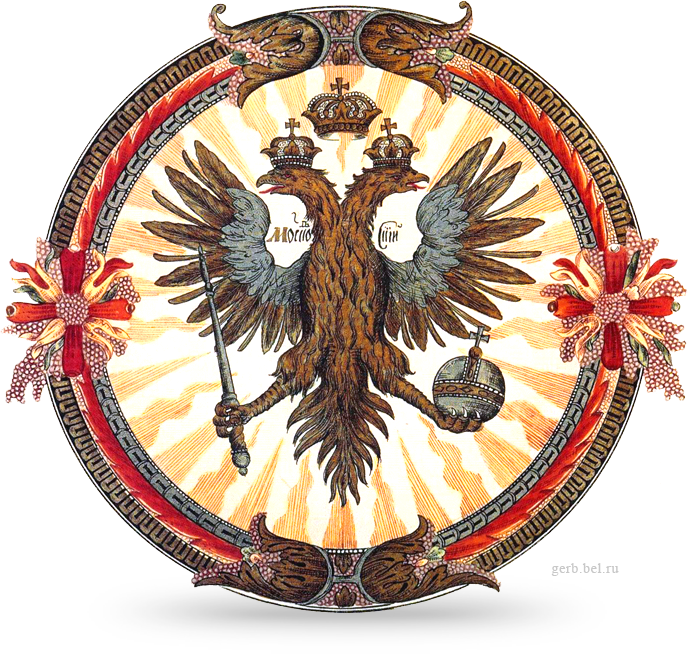
Герб Московського царства (1672)
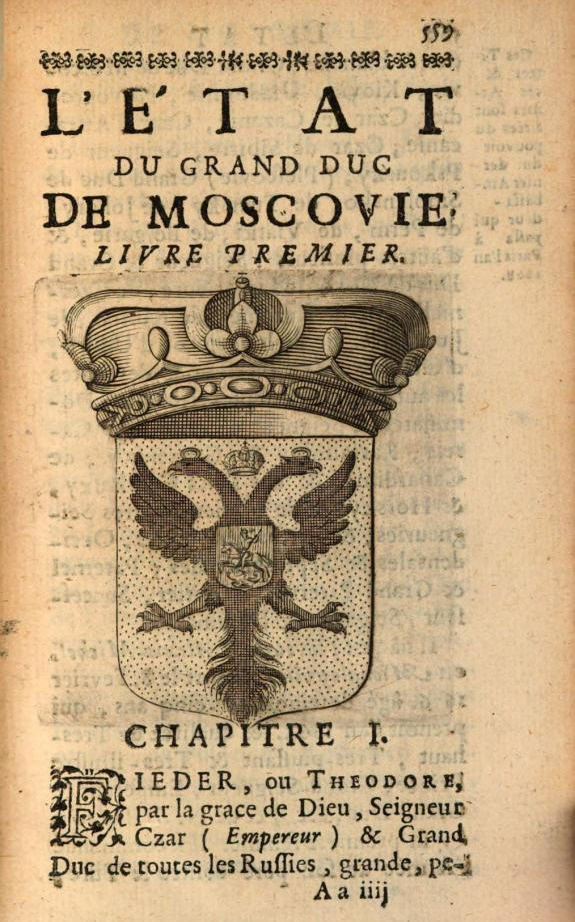
Герб Московського царства (1680)
Герб Московського царства (XVII століття)
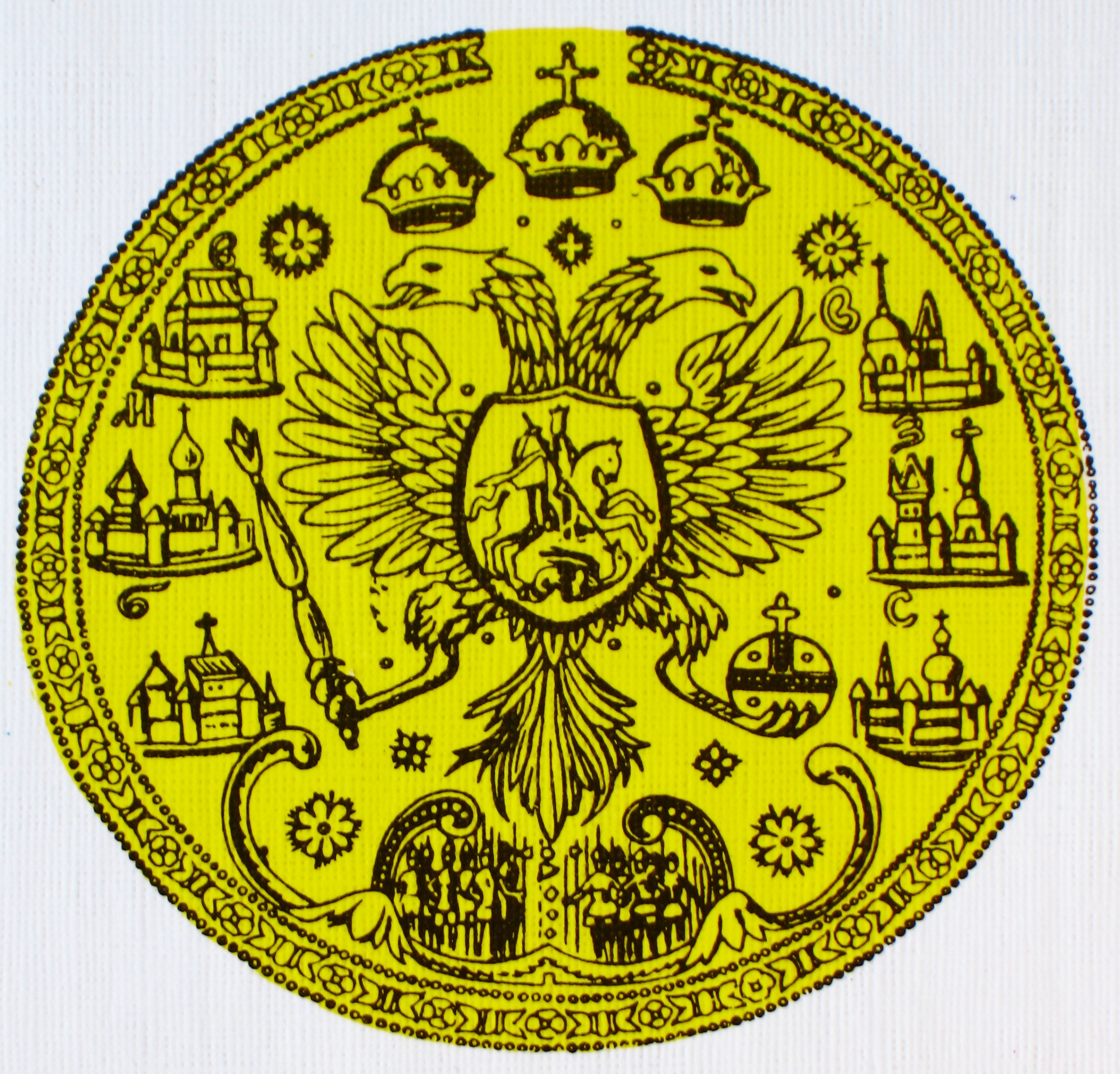
Герб Московського царства (за Петра І)

## Зовнішні джерела
- Російські герби до двоголового орла: вежа або портал [Архівовано 14 березня 2022 у Wayback Machine.]